# Alubutyl
Alubutyl ist die Handelsbezeichnung für eine selbstklebende Folie, welche aus selbstklebend eingestelltem Butylkautschuk und einer Aluminium-Trägerfolie besteht.

## Verwendung
Alubutyl wird ähnlich wie selbstklebende Bitumen-Dichtstreifen und -Platten zur Schalldämmung in Kraftfahrzeugen (Antidröhn-Matte) und hinter Blechteilen wie Spülbecken, Gehäuseteilen von Haushalt-Großgeräten eingesetzt. Ähnliche Produkte mit Folien oder Vlies als Trägermaterial werden zur Verklebung und Fugen-Abdichtung im Bauwesen oder zur Reparatur von Dachrinnen eingesetzt.
Alubutyl dämmt etwas besser als Bitumen, weist ein geringeres Gewicht auf und ist leichter zu verarbeiten. Allerdings ist Bitumen deutlich billiger herzustellen als Alubutyl.
Die schalldämmende Wirkung beruht auf der Masse (Senken der Eigenresonanzfrequenz) und der plastischen, schwingungsdämpfenden Konsistenz (Vermeidung von Partialschwingungen).